# Nagrody Saturn 2004
Lista nagród i nominacji Saturn za rok 2004.
- data: 3 maja 2005
- lokalizacja: Universal City Hilton Hotel, Los Angeles, Kalifornia

## Film
| Kategoria                                | Kategoria | Tytuł oryginalny                                | Tytuł polski                                |
| ---------------------------------------- | --------- | ----------------------------------------------- | ------------------------------------------- |
| Najlepszy film akcji/przygodowy/thriller | nagroda   | Kill Bill Vol. 2                                | Kill Bill Vol. 2                            |
| Najlepszy film akcji/przygodowy/thriller | nominacje | Bourne Supremacy                                | Krucjata Bourne’a                           |
| Najlepszy film akcji/przygodowy/thriller | nominacje | Collateral                                      | Zakładnik                                   |
| Najlepszy film akcji/przygodowy/thriller | nominacje | Manchurian Candidate                            | Kandydat                                    |
| Najlepszy film akcji/przygodowy/thriller | nominacje | National Treasure                               | Skarb narodów                               |
| Najlepszy film akcji/przygodowy/thriller | nominacje | Phantom of the Opera                            | Upiór w operze                              |
| Najlepszy film animowany                 | nagroda   | The Incredibles                                 | Iniemamocni                                 |
| Najlepszy film animowany                 | nominacje | Polar Express                                   | Ekspres polarny                             |
| Najlepszy film animowany                 | nominacje | Shark Tale                                      | Rybki z ferajny                             |
| Najlepszy film animowany                 | nominacje | Shrek 2                                         | Shrek 2                                     |
| Najlepszy film fantasy                   | nagroda   | Spider-Man 2                                    | Spider-Man 2                                |
| Najlepszy film fantasy                   | nominacje | Birth                                           | Narodziny                                   |
| Najlepszy film fantasy                   | nominacje | Harry Potter and the Prisoner of Azkaban        | Harry Potter i więzień Azkabanu             |
| Najlepszy film fantasy                   | nominacje | Hellboy                                         | Hellboy                                     |
| Najlepszy film fantasy                   | nominacje | Lemony Snicket's A Series of Unfortunate Events | Lemony Snicket: Seria niefortunnych zdarzeń |
| Najlepszy film fantasy                   | nominacje | Shi mian mai fu                                 | Dom latających sztyletów                    |
| Najlepszy film science fiction           | nagroda   | Eternal Sunshine of the Spotless Mind           | Zakochany bez pamięci                       |
| Najlepszy film science fiction           | nominacje | Butterfly Effect                                | Efekt motyla                                |
| Najlepszy film science fiction           | nominacje | Day After Tomorrow                              | Pojutrze                                    |
| Najlepszy film science fiction           | nominacje | The Forgotten                                   | Życie, którego nie było                     |
| Najlepszy film science fiction           | nominacje | I, Robot                                        | Ja, robot                                   |
| Najlepszy film science fiction           | nominacje | Sky Captain and the World of Tomorrow           | Sky Kapitan i świat jutra                   |

| Kategoria                      | Kategoria | Dla                 | Za                                  |
| ------------------------------ | --------- | ------------------- | ----------------------------------- |
| Najlepszy aktor                | nagroda   | Tobey Maguire       | Spider-Man 2                        |
| Najlepszy aktor                | nominacje | Matt Damon          | Tożsamość Bourne’a                  |
| Najlepszy aktor                | nominacje | Tom Cruise          | Zakładnik                           |
| Najlepszy aktor                | nominacje | Jim Carrey          | Zakochany bez pamięci               |
| Najlepszy aktor                | nominacje | Johnny Depp         | Marzyciel                           |
| Najlepszy aktor                | nominacje | Christian Bale      | Mechanik                            |
| Najlepsza aktorka              | nagroda   | Blanchard Ryan      | Ocean strachu                       |
| Najlepsza aktorka              | nominacje | Nicole Kidman       | Narodziny                           |
| Najlepsza aktorka              | nominacje | Kate Winslet        | Zakochany bez pamięci               |
| Najlepsza aktorka              | nominacje | Julianne Moore      | Życie, którego nie było             |
| Najlepsza aktorka              | nominacje | Uma Thurman         | Kill Bill Vol. 2                    |
| Najlepsza aktorka              | nominacje | Zhang Ziyi          | Dom latających sztyletów            |
| Najlepszy młody aktor/aktorka  | nagroda   | Emmy Rossum         | Upiór w operze                      |
| Najlepszy młody aktor/aktorka  | nominacje | Cameron Bright      | Narodziny                           |
| Najlepszy młody aktor/aktorka  | nominacje | Freddie Highmore    | Marzyciel                           |
| Najlepszy młody aktor/aktorka  | nominacje | Daniel Radcliffe    | Harry Potter i więzień Azkabanu     |
| Najlepszy młody aktor/aktorka  | nominacje | Perla Haney-Jardine | Kill Bill Vol. 2                    |
| Najlepszy młody aktor/aktorka  | nominacje | Jonathan Jackson    | Jazda na kuli                       |
| Najlepszy aktor drugoplanowy   | nagroda   | David Carradine     | Kill Bill Vol. 2                    |
| Najlepszy aktor drugoplanowy   | nominacje | Gary Oldman         | Harry Potter i więzień Azkabanu     |
| Najlepszy aktor drugoplanowy   | nominacje | Liev Schreiber      | Kandydat                            |
| Najlepszy aktor drugoplanowy   | nominacje | John Turturro       | Sekretne okno                       |
| Najlepszy aktor drugoplanowy   | nominacje | Giovanni Ribisi     | Sky Kapitan i świat jutra           |
| Najlepszy aktor drugoplanowy   | nominacje | Alfred Molina       | Spider-Man 2                        |
| Najlepsza aktorka drugoplanowa | nagroda   | Daryl Hannah        | Kill Bill Vol. 2                    |
| Najlepsza aktorka drugoplanowa | nominacje | Kim Basinger        | Komórka                             |
| Najlepsza aktorka drugoplanowa | nominacje | Irma P. Hall        | Ladykillers, czyli zabójczy kwintet |
| Najlepsza aktorka drugoplanowa | nominacje | Meryl Streep        | Kandydat                            |
| Najlepsza aktorka drugoplanowa | nominacje | Diane Kruger        | Skarb narodów                       |
| Najlepsza aktorka drugoplanowa | nominacje | Angelina Jolie      | Sky Kapitan i świat jutra           |